# Septorioza różanecznika

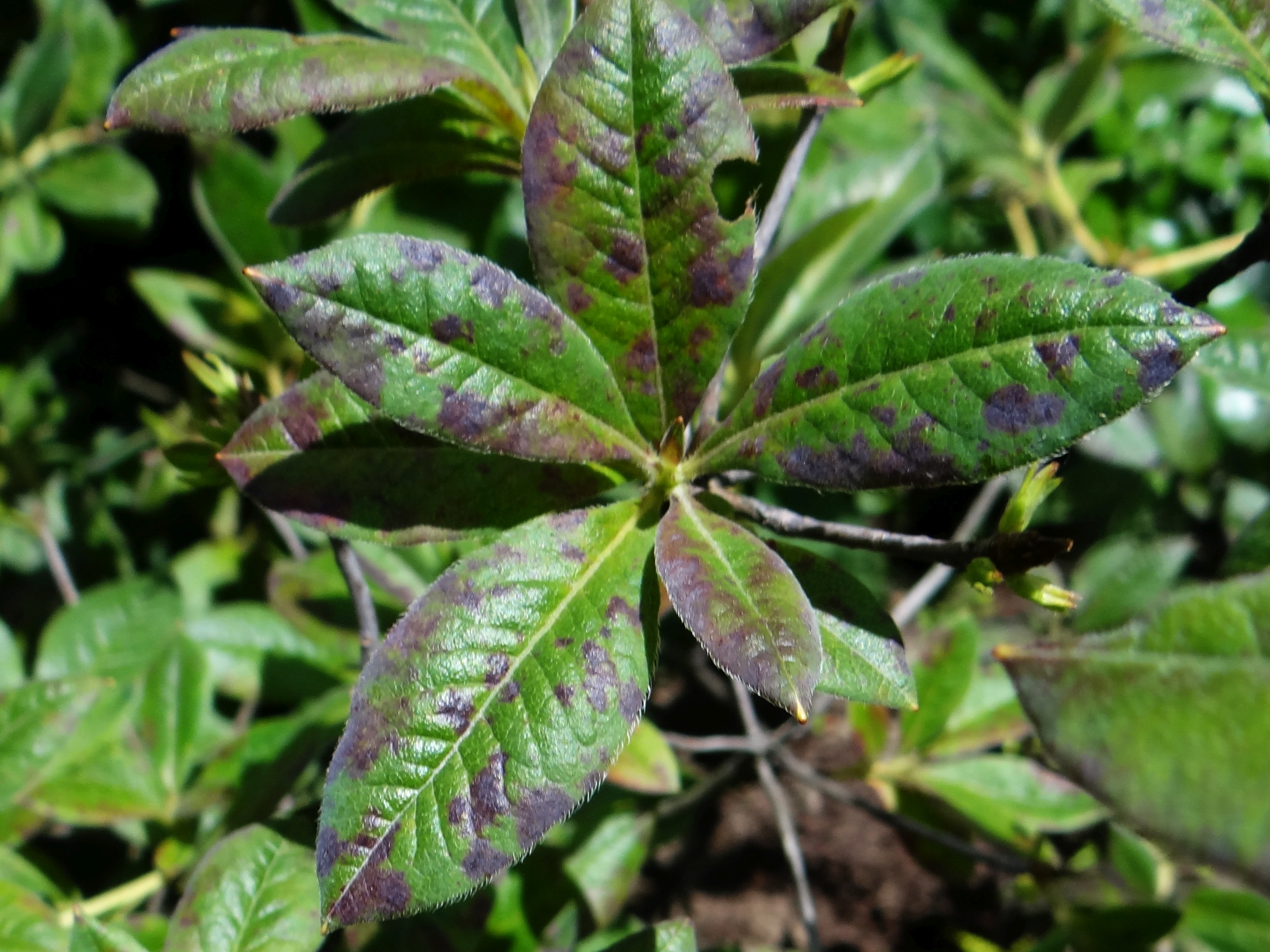

Septorioza różanecznika (ang. leaf scorch of azalea) – grzybowa choroba różanecznika (Rhododendron), wywołana przez Sphaerulina azaleae.
Choroba atakuje liście różaneczników wywołując plamistość liści. Jej objawami są nieregularne, brązowe plamy. Początkowo są one niewielkie, stopniowo jednak powiększają się, a obszar wokół nich ulega chlorozie. Silnie porażone liście opadają. Wzrost rośliny ulega osłabieniu, w końcu pozostają tylko bezlistne pędy.
Choroba rozwija się szczególnie szybko w warunkach dużej wilgotności powietrza i niezbyt wysokiej temperatury. W brązowych obszarach plam pojawiają się wówczas bardzo drobne czarne pyknidia, w których wytwarzane są zarodniki. Pod wpływem wody pęcznieją i wydostają się na zewnątrz. Roznoszone są na sąsiednie rośliny przez rozbryzgujące się krople deszczu.
Chorobę zwalcza się przez opryskiwania fungicydami. Należy wykonać kilka zabiegów w odstępach 10-dniowych.